# Vitalij Parachnevyč
Vitalij Valerijovyč Parachnevyč (in ucraino Віталій Валерійович Парахневич?; Donec'k, 4 maggio 1969) è un ex calciatore ucraino naturalizzato tagiko, di ruolo attaccante.

## Carriera

### Nazionale
Nel 1997 ha giocato una partita nella nazionale tagika.

## Palmarès

### Club

#### Competizioni nazionali
- Coppa d'Ucraina: 1

Čornomorec’: 1993-1994
- K League 1: 2

Suwon Bluewings: 1998, 1999
- Korean League Cup: 1

Suwon Bluewings: 1999

### Individuale
- Capocannoniere della Coppa d'Ucraina: 1

1992-1993 (8 reti)